# Трансполярна магістраль
65°51′00″ пн. ш. 88°04′00″ сх. д. / 65.85° пн. ш. 88.06666667° сх. д.

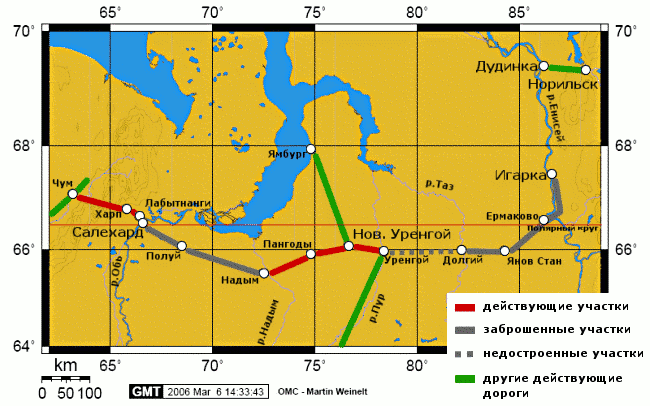

Трансполярна магістраль або Залізниця Салехард — Ігарка — недобудована ширококолійна залізниця (1524 мм) в північному Сибіру. Залізниця була проектом Радянської системи ГУЛАГ у 1947—1953 роках. Будівництво залізниці було заплановано і запроваджено у двох окремих проектах ГУЛАГу — 501 залізниця, що мала починатися від річки Об, і 503 залізниця, що мала починатися від річки Єнісей, частина грандіозного проекту Йосипа Сталіна щодо охоплення залізничною мережею півночі Сибіру, щоб досягти східних територій Радянського Союзу
Запланований маршрут від Ігарки до Салехарду мав бути 1297 км завдовжки. Проект був побудований в основному ув'язненими, зокрема політичними в'язнями, під час будівництва тисячі осіб загинули
Перебудована ділянка залізниці між Новим Уренгоєм та Надимом експлуатується, також як ділянка від Лабитнангі з'єднана з материковою залізницею через Воркуту. Лінію від Салехарду до Надиму планується добудувати, в тому числі новий міст через Об в Салехарді для з'єднання з материковою частиною російської залізниці через Лабитнангі

## Мета проекту
На меті проекту три завдання: полегшити експорт нікелю Норильську; забезпечити роботою тисячі повоєнних в'язнів та військовополонених; з'єднати глибоководні морські порти Ігарка і Салехард з материковою російською залізничною мережею. Під час Другої світової війни радянська промисловість була перебазована до Західного Сибіру, при цьому збільшилась значимість річкових систем сточища Північного Льодовитого океану.

## Історія
Праця ув'язнених використовувалась для побудови залізниць царської Росії, а пізніше у Радянському Союзі під час швидкої індустріалізації 1930-х років.
Будівництво залізниці Салехард-Ігарка почалося влітку 1949 року під керівництвом полковника Василя Барабанова. 501 Трудовий табір почав роботу на схід від Салехарда, в той час як 503 трудовий табір розташувався на захід від Ігарки. Планувалося будівництво одноколійної залізничної лінії з 28 станціями і 106 роз'їздами. Для перетину річища Обі завширшки 2,3 км та Єнісею — 1,6 км влітку були використані пороми, а взимку кригою прокладали через річки тимчасову залізничну колію.
Було підраховано, що до будівництва було залучено 80 000 — 120 000 робітників. Взимку будівництво було ускладнено вкрай низькими температурами, вічною мерзлотою і нестачею харчів. Влітку на заваді були заболочена місцевість, хвороби, комарі, мошки, гедзі тощо. З технічного боку проблемними були особливості будівництва у вічній мерзлоті, погана логістика, стислі терміни будівництва та гостра нестача електрики та техніки. В результаті вже збудовані залізничні колії повільно руйнувались. Брак матеріалів також вплинув на проект. Однометрові шматки рейок евакуйованих з охоплених війною районів мали бути доставлені і знову зварені, щоб сформувати 10-метрові рейки.
У міру розвитку проекту з'ясувалась його малорентабельність. У 1952 році чиновники дозволили знизити темп роботи над проектом. Будівництво було зупинено в 1953 році після смерті Сталіна. Всього 698 км залізниці було завершено, офіційна вартість робіт склала 260 мільйонів рублів, проте за пізнішими оцінками близько 42 млрд рублів (2,5 % від загального обсягу інвестицій СРСР на той час, або близько $ 10 млрд в доларах на 1950). Залізниця була швидко знищена великими температурними градієнтами і структурними невдачами, пов'язаними з реконструкцією. Принаймні 11 локомотивів і 60 000 тонн металу були закинуті, збудовані мости згнили або згоріли. З усім тим, телефонна мережа залізниці залишалася на службі до 1976 року.
Близько 350 км колій між Салехардом і Надимом залишилися в експлуатації з 1950 по 1980-і роки. Однак в 1990 році лінія була закрита, і перші 92 км залізниці з Салехарда були демонтовані.

## Поточні операції та перспективи
На середину 2010-х в експлуатації є найзахідніша частина залізниці, що зв'язує Лабитнангі із залізницею на Воркуту, і, таким чином, з материковою залізницею. Міст через Об в Салехарді так і не було побудовано.
Ділянка між Пангоди і Новим Уренгоєм була відновлена у 1970-х роках з розвитком газових родовищ в регіоні, в тому числі відгалуження до Ямбургу. Лінія має з'єднання з материковою залізницею в Коротчаєво.
Відомий як частина Північного широтного шляху, Північний широтний хід, нове будівництво ділянки залізниці між Салехардом і Надимом розпочалася 19 березня 2010 року в Салехарді Планується побудувати комбіновані автомобільно-залізничні мости через річки Об і Надим, таким чином залізниця буде з'єднана з материковою на обох кінцях.